# Глостершир
Глостершир (англ. Gloucestershire, /ˈglɒstəʃɚ/; послушатьо файле) — историческое и церемониальное графство на западе Англии. Входит в состав региона Юго-Западная Англия. Столица и крупнейший город — Глостер. Население 582,5 тыс. человек (20-е место среди графств; данные 2007 года).

## География
Общая площадь территории 3150 км² (16-е место); территория административной области — 2653 км² (13-е место).

## История
Игра в бадминтон была названа в честь глостерширского Бадминтон-хауса.
Четыре римские дороги пересекают графство; сохранились следы лагерей римлян, датчан, бриттов и саксов; много интересных средневековых развалин замков — Бриавель, древняя резиденция норманнских и даже, возможно, англосаксонских королей; Бёркли, где был убит Эдуард II и др.
В XVII веке в Чиппинг Кэмпдене произошло разбирательство уголовного дела, названного Кэмпденским чудом, которое, по легенде, способствовало появлению в Англии уголовного закона «нет тела — нет убийства».
28 февраля 2021 года в деревне Уинчкомб упал Уинчкомбский метеорит возрастом 4,6 млрд лет. Он считается первым, найденным на территории Великобритании метеоритом за последние 30 лет. Метеорит относится к типу углистых хондритов.

## Административное деление
В составе графства входят 6 административных районов и 1 унитарная единица.
|  | 1. Тьюксбери 2. Форест-оф-Дин 3. Сити-оф-Глостер 4. Челтнем 5. Страуд 6. Котсуолд 7. Саут-Глостершир (унитарная единица) |

## Флора и фауна
Старая пятнистая глостерширская свинья названа в честь Глостершира и ассоциируется с этим графством. В Лесах Дина бродят овцы. В лесах Дина и долине Уай водятся кабаны.
Редкая порода Глостерширской коровы всё ещё встречается в этих местах. Породу легко отличить по характерной белой полосе по хребту до хвоста. Из молока этой коровы изготавливают полутвёрдый сыр Глостер.
- Старая пятнистая глостерширская свинья
- Глостерширская корова с телёнком

## Экономика
В графстве производятся злаковые, фрукты, молочные продукты, добывается уголь, развитое машиностроение.
Это график динамики региональной валовой добавленной стоимости Глостершира в текущих базовых ценах, опубликованный Управлением национальной статистики (стр. 240—253) с цифрами в миллионах британских фунтов стерлингов.
| Год  | Региональная валовая добавленная стоимость | Сельское хозяйство | Промышленность | Услуги |
| ---- | ------------------------------------------ | ------------------ | -------------- | ------ |
| 1995 | 5,771                                      | 196                | 1,877          | 3,698  |
| 2000 | 8,163                                      | 148                | 2,677          | 5,338  |
| 2003 | 10,617                                     | 166                | 2,933          | 7,517  |

Ниже приводится диаграмма валовой добавленной стоимости Глостершира в тысячах британских фунтов стерлингов за период 1997—2009 год, основанная на данных Управления национальной статистики.
| Год  | ВДС    |
| ---- | ------ |
| 1997 | 7,167  |
| 1998 | 7,630  |
| 1999 | 8,034  |
| 2000 | 8,414  |
| 2001 | 8,947  |
| 2002 | 9,504  |
| 2003 | 10,117 |
| 2004 | 10,525 |
| 2005 | 10,680 |
| 2006 | 11,073 |
| 2007 | 11,563 |
| 2008 | 11,666 |
| 2009 | 11,452 |

## Палеогенетика
У образцов из северного погребения (Hazleton North) эпохи раннего неолита у деревни Хазлтон определили Y-хромосомные гаплогруппы I2a1b1a1a1-L1195 (13), I2a1b1a-CTS616/CTS9183 (1), I2a1a1b-S21825 (1) и митохондриальные гаплогруппы H1, U5, W1, K1d, K2b1, N1b1b, V и некоторые другие.

## Достопримечательности
- Бадминтон-хаус — основная резиденция английских герцогов Бофортов
- Замок Беркли — средневековый замок
- Замок Беверстон[англ.]
- Чейвенидж Хаус[англ.]
- Челтнем Таун — английский профессиональный футбольный клуб
- Пещеры Кливервелл[англ.]
- Железная дорога Дин Форест[англ.]
- Парк Дирем[англ.]
- Дом Эдварда Дженнера
- Глостерский собор
- Глостер (регбийный клуб)
- Железная Глостершир-Уорикшир[англ.]
- Аббатство Хайли[англ.]
- Парк Ньюик[англ.]
- Усадьба Оулпен[англ.]
- Усадьба Сноусхилл[англ.]
- Замок Садли — место погребения шестой жены короля Генриха VIII Екатерины Парр
- Стенвэй Хаус[англ.]
- Усадьба Родмартон[англ.]
- Поток Северна[англ.]
- Аббатство Тьюксбери
- Средневековый фестиваль Тьюксбери[англ.]
- Памятник Уильяму Тиндейлу
- Сад Уэстбери[англ.]
- Особняк Вудчестер[англ.]

Достопримечательности в окрестностях:
- Лес Дина (англ. Forest of Dean), и его живописная часть — Пазлвуд.
- Долина Уай[англ.]

## Медиа
Единственной ежедневной газетой Глостершира является газета Western Daily Press.
Gloucester News Centre — независимый сайт с новостями и информацией для Глостершира.
Радиостанции в Глостершире включают BBC Radio Gloucestershire и Heart Gloucestershire, Sunshine Radio и The Breeze (Cheltenham & North Gloucestershire). Есть также несколько общественных радиостанций, включая Gloucester FM, Radio Winchcombe, Forest of Dean Radio, North Cotswold Community Radio, и Severn FM.
Местное телевидение для округа обеспечивается BBC West и ITV West Country.

## Культурное влияние
Есть два хорошо известных рассказа о детстве в Глостершире в начале XX века: Cider With Rosie писателя Лори Ли и A Child in the Forest писателя Уинифреда Фоли.
Глостершир был местом действия ряда фильмов и телесериалов, включая «Умри, но не сейчас», фильмы о Гарри Поттере и телесериал канала BBC «Бабочки». Действие фильма «Типа крутые легавые» происходило в Глостершире, где вырос Саймон Пегг, соавтор сценария и исполнитель главной роли в этом фильме.
Эпизод A Girl’s Best Friend, пилотная серия предполагаемого спин-оффа Доктор Кто К-9 и компания, снималась в Глостершире. Место действия — вымышленный город Мортон Харвуд. Вымышленный город Лидворт находится в Глостершире и является родиной Эми Понд, Рори Уильямса и Ривер Сонг.

## Персоналии
- Роберт Аткинс — английский юрист и политик XVII—XVIII веков.
- Брайан Харли — британский географ и историк картографии XX века.